# Elrabolva 3.
Az Elrabolva 3. (eredeti cím: Taken 3) 2014-ben bemutatott francia akciófilm-thriller, melynek rendezője Olivier Megaton, forgatókönyvírói Luc Besson és Robert Mark Kamen. Az Elrabolva-filmsorozat harmadik és egyben utolsó része, a 2012-es Elrabolva 2. című film folytatása. A főszerepben Liam Neeson, Maggie Grace, Famke Janssen és Forest Whitaker látható.
A filmet először Németországban mutatták be 2014. december 16-án, az Amerikai Egyesült Államokban 2015. január 9-én mutatta be a 20th Century Fox, Magyarországon egy nappal hamarabb szinkronizálva, január 8-án került mozikba a Freeman Film forgalmazásában.

## Szereplők
| Színész         | Szereplő                         | Magyar hang        |
| --------------- | -------------------------------- | ------------------ |
| Liam Neeson     | Bryan Mills                      | Csernák János      |
| Maggie Grace    | Kim Mills                        | Györfi Anna        |
| Famke Janssen   | Lenore "Lenny" Mills             | Fehér Anna         |
| Forest Whitaker | Frank Dotzler felügyelő          | Gesztesi Károly    |
| Jon Gries       | Casey                            | Mikula Sándor      |
| Dylan Bruno     | Smith nyomozó                    | Karácsonyi Zoltán  |
| Don Harvey      | Garcia nyomozó                   | Pusztaszeri Kornél |
| Jonny Weston    | Jamie, Kim barátja               | Renácz Zoltán      |
| Dougray Scott   | Stuart St. John, Lenore új férje | Lux Ádám           |
| Leland Orser    | Sam                              | Háda János         |
| Sam Spruell     | Oleg Malankov                    | Schnell Ádám       |

További magyar hangok: Kapácsy Miklós, Seder Gábor, Pálfai Péter, Katona Zoltán, Szkárosi Márk, Forró István

## Cselekménye
|  | Alább a cselekmény részletei következnek! |

Miután Bryan Mills (Liam Neeson) egy rövid idő erejéig meglátogatja a lányát, Kimet (Maggie Grace) a születésnapja alkalmából, találkozik a volt feleségével, Lenore-ral (Famke Janssen), aki elmondja, hogy ő és a férje között házassági problémák alakultak ki. A nő valamilyen szinten még vonzódik Bryanhez, de ő nem hajlandó viszonozni az érzelmeket mindaddig, amíg házasságban áll. Később Stuart (Dougray Scott) arra kéri meg Bryant, hogy maradjon távol Lenore-tól és ne is találkozzon vele egy jó darabig.
A következő napon Lenore SMS-ben kéri meg Bryant, hogy találkozzon a házában vele. Bryan természetesen beleegyezik, viszont amikor a lakásba ér, felfedezi Lenore testét elvágott torokkal. Rögtön ezután beront a Los Angelesi rendőrség a ház ajtaján, hogy letartóztassák Bryant a gyilkosság elkövetése miatt. Bryan a tisztek leverése után elhatározza, hogy ő maga nyomozza ki a gyilkosságot. Eközben a LAPD felügyelőtisztje, Franck Dotzler (Forest Whitaker) megismerkedik Bryan egyedülálló hátterével, majd hajtóvadászatot indít, hogy elfogják a körözött férfit.
Bryan egy biztonságos helyen húzódik meg, ahol fegyverek és elektronikai eszközök vannak elrejtve, majd elkezdi kinyomozni Lenore lépteit, mielőtt közvetlenül a gyilkosság bekövetkezett volna. Az isten háta mögött egy kisboltban a Rancho Berrego benzinkútnál felügyelet mellett visszanézi a kamera felvételeit, és rájön, hogy Lenore-t azonosítatlan férfiak rabolták el. Ekkor megérkezik két, számára ismeretlen LAPD nyomozó a helységhez, és Bryan engedi hogy letartoztassák, majd a rendőrautóban kiszabadítja magát és megszökik onnan. Korábban Bryan már beosont a LAPD területére, hogy a számítógépes rendszerükből letöltse az információt, hogy elemezni tudja a laptopon.
Később, Lenore temetése után Bryan találkozik Kimmel a főiskolai egyetem WC-jében, ahol eltávolítja a gallérjára elhelyezett poloskát, amely a LAPD által került rá titokban. A lány elmondja az apjának, hogy Stuart furcsán viselkedik és testőrökkel figyelteti őt, emellett elárulja hogy terhes. Bryan elrabolja és kifaggatja Stuartot, aki felfedi, hogy adóssága van az ex-KGB Szpecnaz és az afganisztáni háború veterán ügynökének, Oleg Malankovnak (Sam Spruell), ami valószínűsíthető indítéka Lenore meggyilkolásának.
A CIA-s kollégáinak és a vonakodó Stuart segítségével, Bryannek sikerül belépőt nyernie Malankov által erősen őrzött lakosztályára. Miután megöli az ott tartózkodó őröket, felveszi a harcot Malankovval, figyelembe véve a pisztolyát, sikerül elvennie tőle és azzal mellkason lőni kétszer, mellyel halálosan megsebesíti őt. Byan megtudja a haldokló Malankovtól, hogy Stuart kijátszotta mindkettejüket, és hogy Lenore meggyilkolása egy üzleti megállapodás része volt. Stuart rávette az afgánt, hogy ölje meg a feleségét, azután pedig Bryant, de mivel ez nem sikerült, Bryant kellett rávenni arra, hogy végezzen Oleggal. Eközben Stuart nyakon lövi Samat (Leland Orser) és elrabolja Kimet azzal a szándékkal, hogy elhagyják az országot a begyűjtött 12 millió dollárral, melyet Lenore életbiztosításából nyert. Bryan elkezdi hajszolni Stuartot a repülőtérre, ahol Stuart a lányával együtt készül a felszállásra. Időben sikerült teljes sebességgel neki hajtani a repülő első futóművének, ezzel megakadályozva felszállást. Bryan vállon lövi Stuartot, és elkezdi őt verni, majd végül a rendőrség kezeire hagyja. Bryan csak annyit mond neki, hogy a gyilkosság miatt elég időt tölt majd a börtönben, de mikor kikerül, megbosszulja Lenore halálát. Ezt követően Bryan leüti őt. Dotzler és a LAPD megérkezik, majd letartóztatják Stuartot.
Stuart letartóztatása után, a végső jelenetben Kim a barátjával együtt tájékoztatja Bryant, hogy ha a baba lány lesz, akkor az édesanyja után fogják elnevezni: Lenore.
|  | Itt a vége a cselekmény részletezésének! |

## Produkció és kritikai fogadtatás
A forgatás 2014. március 29-én kezdődött meg Los Angelesben. Észak-Amerikában végül a 20th Century Fox mutatta be 2015. január 9-én.
Az Elrabolva 3. többnyire negatív értékeléseket kapott a kritikusoktól. A Metacritic oldalán a film értékelése 30% a 100-ból, ami 7 véleményen alapul. A Rotten Tomatoeson az Elrabolva 3. jelenleg 14%-os minősítést kapott, 28 értékelés alapján.

## Számlista
| 1.      | "Taken 3 Opening"             | 0:35 |
| 2.      | "Let Me Weep"                 | 2:54 |
| 3.      | "Toes"                        | 4:17 |
| 4.      | "Predictable"                 | 1:20 |
| 5.      | "Leonor Is Dead"              | 1:41 |
| 6.      | "Bryan Runs"                  | 2:51 |
| 7.      | "A Stutter"                   | 5:09 |
| 8.      | "He's Playing You"            | 1:37 |
| 9.      | "Bryan's Escape"              | 4:09 |
| 10.     | "He Didn't Do It"             | 2:23 |
| 11.     | "Inspector Dotzler"           | 1:18 |
| 12.     | "College Pursuit"             | 2:30 |
| 13.     | "Kim Interrogation"           | 2:37 |
| 14.     | "Fourth Yogurt from the Back" | 2:40 |
| 15.     | "Malankov's Penthouse"        | 2:40 |
| 16.     | "Up to the Russians"          | 1:28 |
| 17.     | "He's a Ghost"                | 3:03 |
| 18.     | "Bryan's Grief"               | 6:13 |
| 19.     | "Anything Yet?"               | 2:38 |
| 20.     | "Store Fight"                 | 2:36 |
| 21.     | "Porsche Pursuit"             | 4:20 |
| 22.     | "Saving Kim"                  | 4:50 |
| 23.     | "Infinity"                    | 5:40 |
| 1:08:50 |                               |      |